# 이원규 (1890년)
이원규(李源圭, 일본식 이름: 茂李源泰모리 겐타 / 毛利原三모리 겐조, 1890년 2월 7일 ~ 1942년 10월 6일)는 일제강점기의 관료로, 본적은 경성부 종로구 효제동이다.

## 생애
1910년 3월 경성고등보통학교를 졸업했으며 1912년 3월 경성고등보통학교 임시교원양성소를 졸업했다. 1912년 4월부터 1923년 2월까지 마전(麻田)공립보통학교 훈도, 양주(楊州)공립보통학교 훈도, 금곡(金谷)공립보통학교 훈도, 공립실업학교 교유, 이리(裡里)공립농업학교 교유로 근무했다.
1923년 3월 조선총독부 편수서기로 임명되었으며 1926년 11월 5일 정음(훈민정음) 반포 제8회갑(480주년) 기념 축하회 기념사업 실행위원을 역임했다. 1928년 11월 16일 일본 정부로부터 쇼와 대례 기념장을 받았고 1930년 2월 28일 평안북도 후창군수, 1933년 10월 2일 평안북도 태천군수로 임명되었다. 1935년 6월 11일 일본 정부로부터 훈6등 서보장을 받았으며 1938년 고등관 4등(1938년 3월 31일)과 정6위(1938년 5월 16일)에 서위되었다. 1939년 5월 17일부터 1941년 3월 31일까지 평안북도 의주군수를 역임했다.
평안북도 태천군수와 의주군수 재직 시절 중일 전쟁에 필요한 군수물자 조달, 파견 군대 후원 및 파견 군인 위문, 국방사상 보급 및 선전, 국채 소화 및 저축 장려 등 일본의 침략 전쟁에 적극 협력했으며 1940년 중일 전쟁에 협력한 공로를 인정받아 일본 정부로부터 훈5등 쌍광욱일장(1940년 4월 29일 수여)과 훈5등 서보장(1940년 7월 13일 수여)을 받았다. 1941년 4월 21일 종5위에 서위되었다. 민족문제연구소의 친일인명사전 수록자 명단의 관료 부문, 친일반민족행위진상규명위원회가 발표한 친일반민족행위 705인 명단에 포함되었다.

## 참고자료
- 친일반민족행위진상규명위원회 (2009). 〈이원규〉. 《친일반민족행위진상규명 보고서 Ⅳ-13》. 서울. 635~641쪽.